# Stazione di Naka-Itabashi
La stazione di Naka-Itabashi (中板橋駅?, Naka-Itabashi-eki) è una stazione ferroviaria situata nel distretto di Itabashi, nella zona nord-occidentale di Tokyo in Giappone, ed è servita dalla linea Tōbu Tōjō delle Ferrovie Tōbu. Presso questa stazione fermano solo i treni locali.

## Linee
Ferrovie Tōbu
● Linea Tōbu Tōjō

## Struttura
La stazione è dotata di due marciapiedi a isola con quattro binari passanti in superficie, per permettere il passaggio dei treni espressi che non fermano in questa stazione.
| 1-2 | ● Linea Tōbu Tōjō | per Narimasu, Shigi e Kawagoe |
| 3-4 | ● Linea Tōbu Tōjō | per Ikebukuro                 |

## Stazioni adiacenti
| «                                 | Servizio        | »               |
| Linea Tōbu Tōjō                   | Linea Tōbu Tōjō | Linea Tōbu Tōjō |
| --------------------------------- | --------------- | --------------- |
| Ōyama                             | Locale          | Tokiwadai       |
| Tutti gli altri treni non fermano |                 |                 |